# Muerte en el cielo
Muerte en el cielo (Death in Heaven) es el título del duodécimo y último episodio de la octava temporada moderna de la serie británica de ciencia ficción Doctor Who, emitido originalmente el 8 de noviembre de 2014. Constituye la segunda parte de una historia que comenzó con Agua oscura.

## Argumento
Los Cybermen tienen un plan que han ido tejiendo en colaboración con Missy a lo largo de siglos incontables. Están equipados con "cyber-pólen", con el que crean nubes cuya lluvia infecta todos los cadáveres humanos de la Tierra a lo largo de los siglos, instalándoles las mentes de los recién fallecidos que se encontraban en la Netherspera, entre ellos Danny, y convirtiéndoles a todos en un ejército inagotable de Cybermen al servicio de Missy que destruirá el mundo. UNIT aparece entonces para encargarse del asunto, y Kate Stewart comunica al Duodécimo Doctor que en una situación de emergencia global como ese, el protocolo indica que el Doctor será nombrado presidente de toda la Tierra para enfrentarse a la contingencia.

### Continuidad
Como el primer episodio desde El fin del tiempo (2009-2010) en el que aparece el Amo como antagonista, hay numerosas referencias a apariciones anteriores del Amo. Osgood menciona su etapa como Harold Saxon. Cuando van a subir al avión, el Doctor piensa que van a subir al Valiant, el avión que el Amo tenía en El sonido de los tambores (2007). El Amo usa la frase Oh, my Giddy aunt, una frase que solía repetir el Segundo Doctor.
Cuando Clara asume la identidad del Doctor, afirma que se ha casado cuatro veces: con la abuela de Susan (antes de An Unearthly Child), con Marilyn Monroe (Un cuento de Navidad, 2010), con River Song (La boda de River Song, 2011), y con Isabel I (El día del Doctor, 2013). También menciona a Jenny, la hija creada genéticamente del Doctor (La hija del Doctor, 2008). Osgood lleva unas zapatillas tipo Converse y una pajarita, en homenaje al Décimo y Undécimo Doctor, a quienes conoció en El día del Doctor, y también repite la frase icónica del Undécimo Doctor, las pajaritas molan. La cabeza rota de Cyberman que Kate Stewart lanza a los Cybermen pertenece al serial The Invasion (1968), en el que también aparecía una invasión de Cybermen junto a la catedral de St. Paul.
En los créditos de apertura que siguen a la revelación de que Clara es el Doctor, los nombres de Jenna Coleman y Peter Capaldi aparecen a la inversa, y el retrato que aparece después es el de Jenna Coleman, como afirmando que Clara es realmente el Doctor, aunque después se desvela rápidamente que solo es una treta de Clara.

## Producción
La lectura del episodio se hizo el 12 de junio de 2014. La producción se solapó con la de Agua oscura; de hecho la escena de apertura con UNIT se rodó antes que la escena de cierre del episodio anterior. El rodaje concluyó el 21 de julio de 2014.

## Recepción
Las mediciones nocturnas de audiencia estimaron que vieron el episodio unos 5,45 millones de espectadores.
El episodio recibió mayoritariamente críticas positivas. Dan Martin, para The Guardian alabó la interpretación de Michelle Gomez, señalando que "tiene una combinación perfecta de locura y malevolencia que es tan del Amo". También señala que su final es un guiño a la era del Amo de Roger Delgado. Resumió el final como "un paquete de acción, sin compromiso, lleno de genuina emoción". Mientras escribía para The Telegraph, Michael Hogan señaló que Danny Pink tuvo una "salida estupenda", y que sería una pena si Missy no volviera a aparecer en el futuro. A Hogan también le encantaron los dos guiños a Nicholas Courtney, intérprete del Brigadier Lethbridge-Stewart. Le dio al episodio 4 estrellas sobre 5. Dave Golder, para SFX, le dio al episodio cuatro estrellas sobre cinco. Criticó algunas partes del episodio, como los momentos finales de Danny en el cementerio, y pensó que el episodio fue "menos emocionante que Agua oscura". En conjunto, fijo que "fue un final de temporada inmensamente divertido".
Escribiendo para IGN, Matt Risley le dio al episodio una nota de 9,1, calificándolo como "un final potente y emocional a la primera magistral temporada de Capaldi". También alabó a Michelle Gomez por su interpretación, pero criticó el uso de los Cybermen y los agujeros en la trama. Para The AV Club, Alasdair Wilkins le dio al episodio una nota de A-, calificándolo como "un final agridulce para la temporada". Comentando la temporada en conjunto, dijo: "nos deja reflexionando una de las temporadas de Doctor Who más complejas y ricas emocionalmente".
Simon Brew de Den of Geek hizo una crítica variada tendiendo a positiva. Alabó las interpretaciones de Michelle Gomez, Capaldi y Coleman, pero se mostró crítico hacia los Cybermen, pensando que eran la más débil de las tres amenazas de tensión de la semana anterior. También criticó el ritmo y algunos agujeros en la trama, y algunas partes que fueron poco creíbles, citando la caída del Doctor hacia la TARDIS como la mayor culpable. Se mostró decepcionado ante el limitado papel de Bhaskar en el episodio y la falta de resoluciones ante ciertos puntos del argumento. En conjunto, sin embargo, pensó que era uno de los mejores finales desde el regreso de la serie en 2005.
Gavin Clark de The Register hizo una crítica tremendamente negativa, diciendo "Este final no podía sostenerse a sí mismo ante el lodazal desordenado del resto de la temporada... no tenía ningún sentido, fue ridículo y artificial, y simplemente no enganchaba". Se mostró crítico ante los agujeros de la trama en el episodio y ante el hecho de que no se explicó cómo regresó el Amo. Sin embargo se mostró satisfecho ante la interpretación de Gómez, pensando que era lo mejor del episodio, y llamándola "fantástica".
Dan Wilson de Metro también hizo una crítica negativa, citando que "dejó demasiados cabos sueltos". Pero también se mostró positivo ante Michelle Gomez como el Amo.